# Elezioni parlamentari in Turchia del 1965
Le elezioni parlamentari in Turchia del 1965 si tennero il 10 ottobre per il rinnovo della Grande Assemblea Nazionale Turca.

## Risultati
| Liste                                               | Voti      | %     | Seggi |
| --------------------------------------------------- | --------- | ----- | ----- |
| Partito della Giustizia (AP)                        | 4 921 235 | 52,87 | 240   |
| Partito Popolare Repubblicano (CHP)                 | 2 675 785 | 28,75 | 134   |
| Partito della Nazione (MP)                          | 582 704   | 6,26  | 31    |
| Partito Nuova Turchia (YTP)                         | 346 514   | 3,72  | 19    |
| Partito Operaio di Turchia (TIP)                    | 276 101   | 2,97  | 14    |
| Partito Nazionale Repubblicano dei Contadini (CKMP) | 208 696   | 2,24  | 11    |
| Indipendenti                                        | 296 528   | 3,19  | 1     |
| Totale                                              | 9 307 563 | 100   | 450   |